# Wimbledon 2020
Wimbledon 2020 – tenisowy turniej wielkoszlemowy, który miał zostać rozegrany w dniach 29 czerwca–12 lipca, tradycyjnie na trawiastych kortach All England Lawn Tennis and Croquet Club w London Borough of Merton – dzielnicy brytyjskiego Londynu. Zawody zostały jednak 1 kwietnia odwołane z powodu pandemii COVID-19.
W grze pojedynczej mężczyzn tytułu miał bronić Novak Đoković, natomiast w singlu kobiet – Simona Halep. W grze podwójnej mężczyzn w 2019 zwyciężyli Juan Sebastián Cabal i Robert Farah, w deblu kobiet zaś Hsieh Su-wei i Barbora Strýcová. W grze mieszanej mistrzami poprzedniej edycji była para Latisha Chan–Ivan Dodig.
Turniej został odwołany po raz pierwszy od 1945 roku, co było wówczas spowodowane II wojną światową. Zawody z 2020 roku byłyby 134. edycją Wimbledonu. W 2021 roku rozgrywki zaplanowano na dni od 28 czerwca do 11 lipca.
Wimbledon, jako jedyny z turniejów Wielkiego Szlema, ubezpieczony był na wypadek działania wirusów. Polisa ubezpieczeniowa miała pozwolić organizatorom na odzyskanie ponad 100 mln funtów z tytułu odszkodowania.
W związku z odwołaniem zawodowych turniejów tenisowych w Wielkiej Brytanii Brytyjski Związek Tenisowy zaplanował przywrócenie nierozgrywanych od 2002 roku mistrzostw kraju. Władze All England Lawn Tennis Club poinformowały o przeznaczeniu 10 mln funtów rekompensaty dla tenisistów poszkodowanych w związku z odwołaniem turnieju.